# Blaženka Arnič Lemež
Blaženka Arnič Lemež (ur. 1947) – słoweńska kompozytorka, pianistka i pedagożka.

## Życiorys
Jej ojcem był kompozytor i pedagog muzyczny Blaž Arnič (1901–1970). Studiowała filologię angielską i rosyjską oraz literaturoznawstwo na Uniwersytecie Lublańskim. W 1976 roku zdała egzamin magisterski z fortepianu. W 1979 roku ukończyła podyplomowe studia pianistyczne w Leningradzie. Uczyła gry na fortepianie w Licealnej Szkole Muzycznej w Lublanie oraz na Akademii Muzycznej. W latach 1983–1990 studiowała kompozycję w Wiedniu pod kierunkiem Heinricha Gattermeyera. Mieszka i pracuje w Wiedniu, jest profesorem fortepianu i kompozycji w Konserwatorium Wiedeńskim.

## Twórczość
Jej działalność kompozytorska obejmuje: muzykę wokalną, instrumentalną, wokalno-instrumentalną, solową, kameralną i orkiestrową oraz muzykę filmową. W swojej twórczości łączy elementy słoweńskiej muzyki ludowej z nowoczesnymi technikami twórczości muzycznej jak dodekafonia czy serializm.